# Marehra
Marehra est une ville et un conseil municipal dans le district d'Etah dans l'État de l'Uttar Pradesh, en Inde. Marehra, aussi connue comme Marehra Shareef, est un célèbre lieu de pèlerinage pour les musulmans sunnites,.

## Géographie
Marehra est située aux coordonnées 27° 27′ N, 78° 20′ E. Marehra est à 21,5 km du siège du district, Etah.

## Démographie
Lors du recensement de l'Inde en 2011, Marehra avait une population de 19 542 habitants. Les hommes constituent 53 % de la population et les femmes 47 %. Marehra a une moyenne d'alphabétisation de 51 %, inférieure à la moyenne nationale de 59,5 % ; l'alphabétisation des hommes est de 60 %, et l'alphabétisation des femmes est de 40 %. À Marehra, 15,7 % de la population a moins de six ans.